# Stora Ljusgöl
Stora Ljusgöl är en sjö i Västerviks kommun i Småland och ingår i Storån-Botorpsströmmens kustområde. Sjöns area är 0,077 kvadratkilometer och den befinner sig 46,7 meter över havet. Vid provfiske har abborre, gers, gädda och mört fångats i sjön.